# Sapphirina ovatolanceolata-gemma
Sapphirina ovatolanceolata-gemma is een eenoogkreeftjessoort uit de familie van de Sapphirinidae. De wetenschappelijke naam van de soort is voor het eerst geldig gepubliceerd in 1929 door Lehnhofer.